# Français louisianais
Pour les articles homonymes, voir Cadien.
Ne doit pas être confondu avec Français acadien, Créole louisianais ou Langue française en Louisiane.

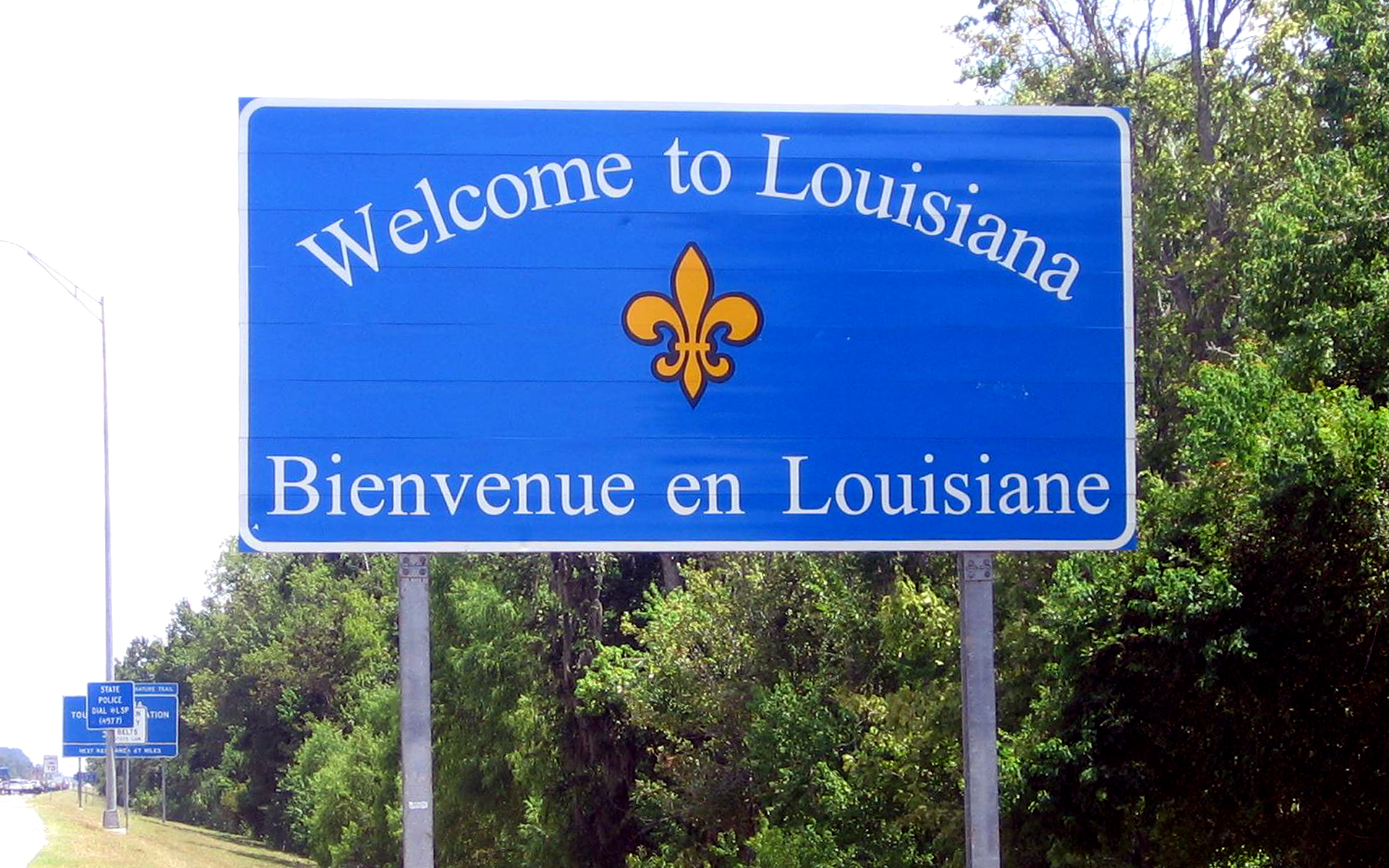
Panneau bilingue franco-anglais à l'entrée de la Louisiane.

Le français louisianais, français cadien ou français cajun, parfois aussi appelé français régional louisianais ou français de la Louisiane, est le dialecte du français parlé essentiellement dans l’État de la Louisiane (États-Unis), particulièrement dans les paroisses du Sud appelées collectivement Acadiane, et dans la diaspora louisianaise, particulièrement au Texas.
Il est généralement présumé que le français louisianais dérive presque uniquement du français acadien tel qu’il était parlé dans la colonie française d’Acadie (située dans ce qui est maintenant les provinces maritimes du Canada et le Maine américain) ; cependant, le français louisianais est antérieur à l'arrivée des Acadiens en Louisiane de plusieurs décennies, et l'influence acadienne sur le dialecte est souvent surestimée,. Il partage néanmoins certains traits phonétiques et grammaticaux avec le français acadien. Il diffère en revanche beaucoup du français québécois et du français du Missouri (ce dernier étant plus proche du français québécois).
Contrairement à d'autres formes de français local, le français louisianais écrit se distingue syntaxiquement du français européen et international par ses écarts grammaticaux et lexicaux parfois prononcés, il reste cependant largement compréhensible des autres francophones. Le français louisianais oral, sensiblement différent du français louisianais écrit (notamment parce que bon nombre de traits phonétiques louisianais ne sont pas indiqués à l’écrit), est facilement identifiable des autres francophones par son accent caractéristique, ces derniers n’ont cependant dans l’ensemble pas de problèmes à le comprendre. À côté du français louisianais, il existe depuis l’époque de la colonie française de Louisiane un créole français louisianais. Les deux langues partagent une intercompréhension relative et un grand nombre de traits communs.

## Distinction entre français louisianais et créole louisianais
À côté du français louisianais existe le créole louisianais, idiome de la communauté noire et descendant du français populaire véhiculaire de l'époque coloniale (comme le créole antillais), qui était la langue maternelle des planteurs et de La Nouvelle-Orléans mais restreint pour l’essentiel aux paroisses d'Orléans, de St-Bernard, de St-Tammany, de St-Charles, de St-Jean-Baptiste, de Jefferson, de Bâton-Rouge-Ouest, de Pointe-Coupée, d'Avoyelles, de Ste-Marie, d'Iberia, d'Assumption et de St-Landry. À la suite de la fusion des communautés francophones, le créole a exercé une certaine influence sur le français de la Louisiane.

## Histoire
La formation du français de Louisiane s'est faite en deux temps : une première installation des Français dans la région à la fin du XVIIe siècle et un premier peuplement venu de différentes régions de l'empire colonial français avait vu la formation d'une communauté française en Louisiane. Cette dernière, par ses contacts répétés avec les Amérindiens locaux, notamment les Choctaw, forma une variété de français fortement teinté d'emprunts choctaw. Ensuite arrivèrent un grand nombre d'Acadiens chassés de leur colonie française en Nouvelle-Écosse par les Anglais, ces derniers initièrent une scolarisation plus rigoureuse de la colonie mais cette scolarisation fut menée pour la plupart par des Français de Louisiane et non des Français européens, bien que des contacts aient été largement maintenus. Le mélange de cette variété de français-choctaw avec le français acadien donna naissance petit-à-petit au français cadien.

### Les premiers peuplements français en Louisiane

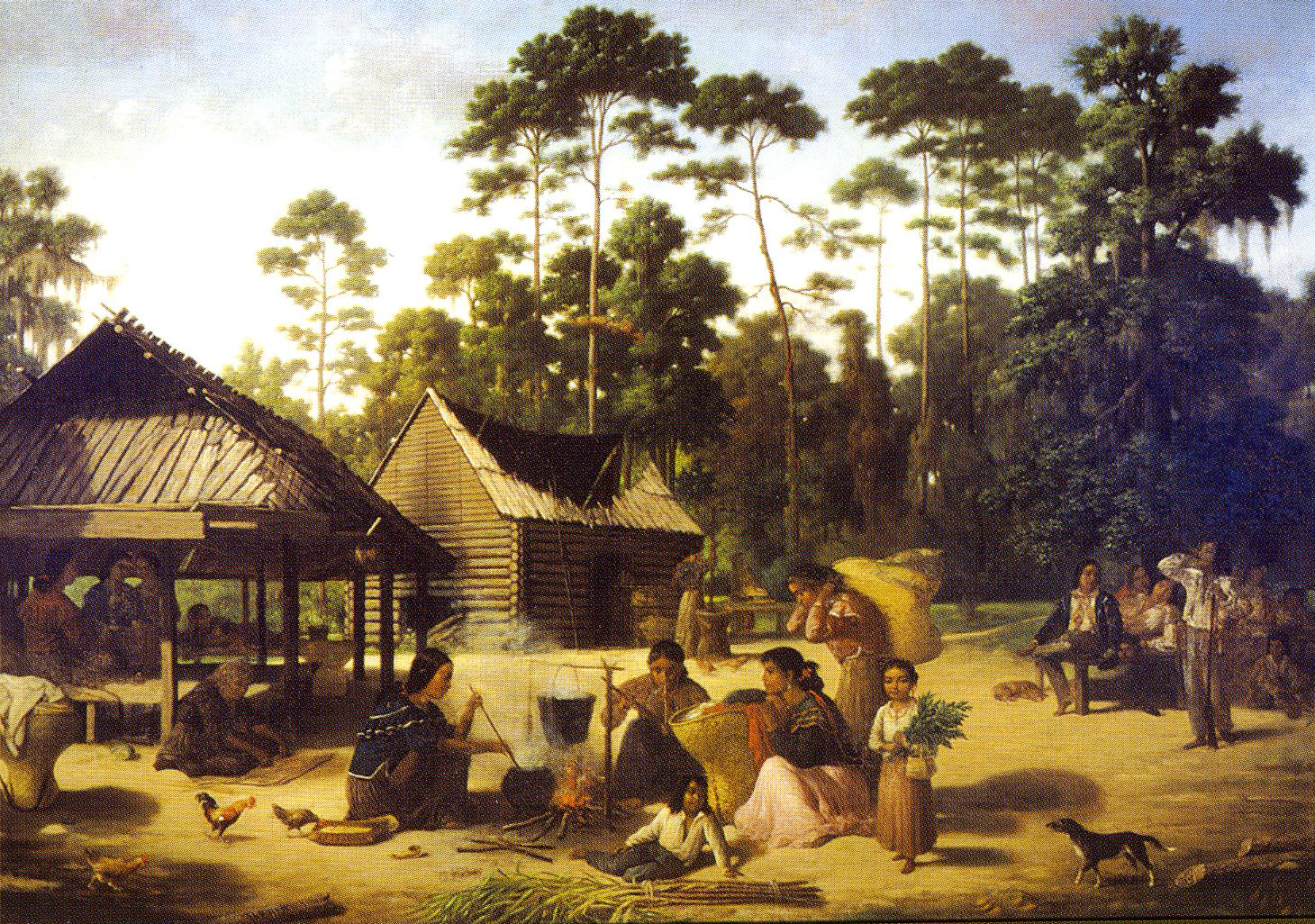
Un village choctaw au XIXe siècle par le peintre François Bernard. Les Choctaws eurent une grande influence sur la formation de la première variété de français parlée en Louisiane.

À partir de la seconde moitié du XVIIe siècle, plusieurs comptoirs français s’installèrent en Basse-Louisiane, ce qui donna aux Français le goût à de plus grandes aspirations coloniales dans la région au tournant du siècle. Des arrivées de population françaises commencèrent dès la fin du XVIIe siècle et c’est durant le XVIIIe siècle que cette colonisation fut à son apogée, ce qui établit fermement la culture « créole » française et sa langue (le terme « créole » signifie à l'époque « né sur place » par opposition à « né à l'étranger », c’est-à-dire sur le Vieux Continent). Cette population française était globalement assez diversifiée et provenait de tout l'empire colonial français, à savoir le Canada, la France et les Antilles françaises.
Le français parlé par ces premiers colons français a laissé au français de Louisiane des tournures propres au français parlé au XVIIe ou au XVIIIe siècle. On retrouve l'une de ces tournures dans la forme dite progressive (voir la partie « Caractéristiques grammaticales » ci-dessous) « Être apprêt + infinitif » comme dans « Je suis apprêt danser » pour « Je suis en train de danser » (une forme réduite, sans le verbe « être », existe également sous l'influence du créole louisianais : « J'apprêt danser » ; le mot « apprêt », déverbal du verbe « apprêter », est souvent orthographié « après » par confusion avec l'adverbe de temps). Au XVIIe siècle, dans les cours européennes, la langue française comportait cette tournure : « Je suis apprêt à danser », et au Québec, on dit encore (dans le langage populaire dit « relâché ») « Je suis apprêt danser ».
Les assez bonnes relations établies par les Français avec les Amérindiens donnèrent naissance à un nouveau vocabulaire qui devint commun dans la langue de la colonie. On parlait à l’époque d’un « patois français-choctaw », une sorte de dialecte français fortement teinté de vocabulaire issu de la langue des Amérindiens Choctaw, qui s’était développée dans certains endroits de la colonie. De ce dialecte français-choctaw ainsi que des autres influences amérindiennes, il reste dans le français cadien une centaine de mots de vocabulaire (principalement le vocabulaire du bayou, de la faune et la flore locale).
Avant même l’arrivée des Acadiens lors de l’épisode du Grand Dérangement, le français de Louisiane avait déjà commencé à subir quelques changements comme l’avait noté le capitaine Jean-Bernard Bossu qui avait eu l’occasion de voyager durant la première moitié du XVIIIe siècle en Louisiane avec son associé Jean-Baptiste Le Moyne. Ce dernier s’étant installé en Louisiane, il adopta peu à peu la façon de parler « franco-choctaw » de la colonie (appelée par Bossu la « langue commune »), Bossu qui lui rendit visite quand il était de passage observa ce changement de parler chez son ami. Cette « langue commune » fut également remarquée par Pierre-Clément de Laussat lors d’un déjeuner avec la famille créole-française Canterelle. À l’arrivée de proches issus de la tribu amérindienne des Houma, la famille se mit à converser en « français et choctaw ». Un témoignage supplémentaire de cette variété de français teintée de choctaw nous est donné par J.F.H. Clairborne, un cousin du premier gouverneur français de la Louisiane, qui nota également le « patois inhabituel de français et de choctaw de la province ».

### LeGrand Dérangementet l'arrivée des Acadiens

La plantation Parlange datant du XVIIIe siècle.

À partir de 1755, un nombre important de Français venus de la province aujourd’hui canadienne d’Acadie commencèrent à descendre en masse le long du Mississippi jusqu’en Louisiane à la suite de l’épisode qu’ils nommèrent eux-mêmes le Grand Dérangement, c’est-à-dire leur expulsion par les Anglais des territoires de la Nouvelle-Écosse en Acadie, territoires revendiqués par les Français mais que ces derniers n’arrivaient pas à tenir face au nombre plus important d’Anglais présents dans la région (on estime le nombre de Français en Nouvelle-France à ce moment-là à 60 000 alors que les Anglais comptaient près de deux millions de colons en Amérique Britannique). La guerre fut perdue par la France en 1762, elle abandonna ses revendications sur les territoires de la Nouvelle-Espagne, qui incluaient la Louisiane, et ce au moment-même où les Acadiens chassés arrivaient et s’installaient. Entre 1762 et 1803, la Louisiane fut sous gouvernement espagnol, le gouverneur local, Bernardo de Gálvez, permit cependant aux Acadiens et aux populations francophones de Louisiane de garder leur langue et leurs pratiques culturelles. C’est grâce à cette permission que la culture française de Louisiane et sa langue purent survivre.
La communauté acadienne primitive était composée pour la plupart d’agriculteurs et de pêcheurs qui avaient pu donner à leurs enfants une scolarité raisonnable en Acadie. Cependant les difficultés qu’ils avaient rencontrées à la suite de leur exil de Nouvelle-Écosse, leur réinstallation difficile en Louisiane et la pauvreté qui en a résulté ont rendu difficile la création d'écoles au tout début de l’installation de leur communauté en Louisiane. Finalement, des écoles ont été créées sous la forme d’académies privées dont le corps enseignant était récemment arrivé de France ou était né en Louisiane mais avait fait ses études en France. Les enfants ne pouvaient généralement aller à l'école que le temps nécessaire pour apprendre à compter et à lire. À l'époque, le catéchisme catholique, qui était enseigné en français par un membre plus âgé de la communauté, faisait également partie de l'éducation des enfants de la communauté cadienne.
Il en résulta que la majeure partie des enfants de la communauté cadienne et française de Louisiane n’avait pas beaucoup de contact avec le français européen (à l’exception d’une minorité qui entrait dans les académies sus-dites), le français acadien des membres nouvellement arrivés se mélangea donc à cette « langue commune français-choctaw » que parlait déjà la colonie française pour former le français cadien que nous connaissons encore aujourd’hui (même s’il a beaucoup évolué depuis la fin du XVIIIe siècle).
Le français acadien parlé par les Acadiens réfugiés en Louisiane est un français légèrement teinté de régionalismes comportant des éléments tirés surtout des parlers de l'Ouest de la France (angevin, mayennais, tourangeau) et dans une moindre mesure du poitevin-saintongeais. Outre le nom cadien qui dérive directement d'acadien, le français acadien a eu une grande influence dans la formation du cadien actuel, et notamment sur sa phonétique. Ainsi, la tendance à palatiser les suites /ki/, /ky/, /kj/, /gi/, /gy/ et /gj/ (c'est-à-dire à prononcer le mot culture comme tchulture ou le mot guinille comme dginille) en cadien est probablement un héritage de l'acadien, tout comme l'affrication de /ti/ et /di/ non pas en /tsi/ et /dzi/ comme en français québécois mais en /tʃi/ et /dʒi/ (remarquable notamment dans la manière de prononcer le mot cadien comme cadgien, ce qui a donné en anglais le mot cajun pour désigner les Français cadiens). Un grand nombre de mots de vocabulaire sont également hérités directement du français acadien ainsi que certaines tournures de phrase et expressions.

### Le déclin du français en Louisiane
La forte influence de l'éducation en langue anglaise sur la communauté francophone a commencé après la guerre civile américaine dans la seconde moitié du XIXe siècle lorsque les lois protégeant les droits des francophones héritées de la gouvernance espagnoles furent abolies. Des écoles publiques furent ouvertes dans toute la Louisiane où le français n’était pas pratiqué et où les élèves devaient apprendre à parler anglais. Les parents voyaient dans l’enseignement en anglais à leurs enfants l'intrusion d'une culture étrangère et beaucoup refusèrent d'envoyer leurs enfants à l'école. Puisque l’enseignement était encouragé par l'administration américaine, ces parents choisirent plutôt des écoles catholiques françaises privées dans lesquelles les cours étaient dispensés en français. Les écoles françaises ont mis l'accent sur le français standard. Lorsque le gouvernement américain a demandé à toutes les écoles, publiques et locales, d'enseigner en anglais, de nouveaux enseignants, qui ne parlaient pas français, ont dû être embauchés. Les enfants ne pouvaient pas comprendre leurs enseignants et les ignoraient généralement en continuant de parler français. Finalement, les enfants furent punis pour avoir parlé français dans l'enceinte de l'école.
Le système de punition semble avoir été à l'origine d'une grande partie de la décadence qu'a connu le français cadien au XXe siècle, car les personnes qui ne parlaient pas anglais étaient perçues comme étant sans instruction. Par conséquent, les parents ont hésité à enseigner le français à leurs enfants, préférant leur enseigner l’anglais pour certains, dans l'espoir que ceux-ci auraient une vie meilleure dans un pays anglophone. Le déclin de la langue française en Louisiane commença à partir des années 1910 et se poursuivra jusqu’à nos jours. En 2011, environ 150 000 à 200 000 personnes en Louisiane parlaient encore le français. À titre de comparaison, il y avait environ un million de francophones en Louisiane vers 1968. Le français cadien risque, à terme, de disparaître puisque l’éducation se fait exclusivement en anglais et que les dernières générations le parlant, âgées, disparaissent peu à peu. La question de savoir si le français cadien survivra au XXIe siècle se pose désormais, bien qu’il reste des jeunes Louisianais bilingues ayant appris le français en famille dans les paroisses du sud de la Louisiane (une région appelée « Acadiane »). Actuellement, le français de Louisiane est considéré comme une langue en voie de disparition.

## Préservation du français louisianais

Pourcentage de locuteurs des français louisianais et/ou standard dans les différentes paroisses louisianaises en 2015:
15 à 20 %
10 à 15 %
4 à 10 %
moins de 4 %

En 2007, la plupart des Franco-Louisianais d'ancienne génération sont bilingues, après avoir grandi avec le français à la maison et l'anglais pour les études. Les locuteurs du français louisianais ont diminué considérablement. Toutefois, des efforts sont faits pour réintroduire la langue parmi les plus jeunes générations. Le Conseil pour le développement du français en Louisiane (CODOFIL) a été créé à la fin des années 1960, et continue à enseigner une version de français entre le dialecte ancien cadien et le français de France ou métropolitain. Aujourd'hui, les régions cadiennes de la Louisiane forment souvent des associations avec les Acadiens du Canada, qui envoient des professeurs de français pour réapprendre la langue dans les écoles. Toutefois, les Français et les Belges constituent une partie plus importante du contingent d'enseignants francophones, tandis que plusieurs pays africains et antillais sont également représentés.
Il existe plusieurs français parlés en Louisiane et il ne faudrait pas réduire l'ensemble de la population francophone aux seuls Cadiens (créoles louisianais des descendants d'esclaves noirs, créoles haïtiens, les créoles guadeloupéens et martiniquais parlés par les immigrés noirs du XXe siècle, français classique des riches propriétaires terriens, français parlés par des tribus indiennes, telle que celle des Houmas, converties au XVIIe siècle et au XVIIIe siècle)
Il est à noter que le mot « créole » en Louisiane n'avait pas de désignation raciale originale mais qualifie par la bouche même des créoles actuels, des individus de diverses origines ethniques et dont les couleurs de peaux varient du blanc à l'ébène ; en effet, « créole » désigne celui qui est autochtone à la Louisiane, bien qu'effectivement le terme ait été placé en antagonisme avec le mot « cajun » au cours du XXe siècle.
Globalement, le français louisianais se fait de plus en plus rare, et déjà, le français du Mississippi a disparu depuis la fin des années 1970, ainsi que le français du Missouri qui est cours d'extinction également (malgré quelques initiatives récentes pour le sauver).
En 2018, la Louisiane a rejoint  l'Organisation internationale de la Francophonie en tant que membre observateur. Cette initiative a été lancée et pilotée par un jeune francophone louisianais originaire de La Nouvelle-Orléans, Scott Tilton.
Des écoles francophones pour anglophones se développent depuis 1984.

## Caractéristiques lexicales
On trouvera dans le Wiktionnaire une nomenclature exhaustive et mots et expressions typiques de Louisiane. Voici cependant quelques considérations générales.

### Anglicismes
Le français louisianais est complètement immergé depuis plusieurs siècles dans un environnement plurilingue, l'anglais en particulier a pris depuis une place prépondérante, il est donc normal d'y retrouver un grand nombre d'anglicismes plus ou moins conscients. On distingue différents types d'anglicismes dans le français cadien :
- les anglicismes intégraux qui sont des emprunts directs : flat pour ennuyeux, la tune pour la chanson, le truck pour le camion, le ride pour l'accompagnement, on pour en marche et off pour arrêté, etc. ;
- les anglicismes hybrides qui sont des emprunts adaptés à la morphologie de la langue : driver pour conduire, freezer pour geler, etc.
- les anglicismes sémantiques qui sont des utilisations de mots français ressemblant à un mot anglais mais dont le sens anglais est différent de celui du mot français : définitivement dans le sens de complètement (par influence de l'anglais definitely), juste dans le sens de seulement, uniquement (par influence du just anglais), etc.
- les anglicismes morphologiques qui sont des traductions plus ou moins mot-à-mot de termes anglais : droét' icitte pour right here, droét' asteur pour right now, etc.
- les anglicismes phraséologiques qui sont des traductions mot-à-mot d'expressions ou de tournures de phrase : i'mouille des chiens et des chats pour il pleut des cordes (de l'anglais it's raining cats and dogs), aussi loin je connais pour à ce que je sache (de l'anglais as far as I know).

La part des anglicismes intégraux dans le vocabulaire louisianais est difficile à évaluer car leur usage varie, un mot anglais peut être alternativement emprunté et utilisé à la place de son équivalent français sans le remplacer toutefois. Parler ce franglais à la manière du chiac est courant, c'est une situation typique des environnements bilingues appelée alternance codique en linguistique. Voici quelques exemples de textes en français louisianais montrant un grand nombre d'emprunts anglais :
Il y avait une fois il drivait [naviguait ou conduisait], il travaillait huit jours on [pleins] et six jours off [se reposait six jours]. Et il drivait, tu sais, six jours off. Ça le prendait vingt-quatre heures straight through [tout' droét', tout droit]. Et là il restait quatre jours ici et il retournait. So [alors'] quand la seconde fois ç'a venu, well [ben], il a dit, "Moi, si tu viens pas", il dit, "je vas pas." Ça fait que là j'ai été. Boy ! [bougre] Sa pauvre mère. "Vas pas!"
Le samedi après-midi on allait puis ... wringer [tordre] le cou de la volaille. Et le dimanche, well, dimanche ça c'était notre meilleure journée qu'on avait plus de bon manger. Ma mère freezait [congelait] de la volaille et on avait de la poutine aux craquettes.

### Exemples et faux-amis
| Français louisianais                   | Français classique |
| -------------------------------------- | --- |
| à c't'heure(-là), drette là, droit’ là | maintenant |
| droit’ à c't'heure                     | tout de suite |
| aussitte, itout                        | aussi |
| icitte                                 | ici |
| mon beau                               | mon petit-ami |
| ma belle ou ma blonde                  | ma petite-amie |
| un char                                | une voiture |
| naviguer un char                       | conduire une voiture |
| un ou une piastre                      | un dollar |
| la coûtance                            | le prix |
| un travaillant                         | un employé |
| les commodes                           | les toilettes |
| une toilette                           | un rangement de salle de bain |
| une ratatouille                        | une querelle maritale |
| un jardinage                           | un légume |
| joliment                               | beaucoup |
| drôle                                  | étrange |
| farce (adj.)                           | drôle |
| une essence                            | un parfum |
| de la gasoline                         | de l'essence |
| un besson                              | un jumeau |
| une pelote                             | un ballon |
| amarrer                                | attacher |
| haler                                  | tirer |
| barrer                                 | fermer |
| s'adonner                              | s'entendre |
| connaître                              | connaître, mais aussi savoir |
| paré                                   | prêt |
| avenant                                | gentil |
| vaillant                               | intelligent |
| compren(d)able                         | compréhensible |
| zirable                                | dégoûtant, écœurant |
| l'oppression                           | l'asthme |
| une fluxion                            | une pneumonie |
| une catin                              | une poupée |
| un capot                               | un manteau, un blouson |
| une blouse                             | une robe de nuit |
| une berceuse                           | un fauteuil à bascule |
| un Russien, la langue russienne        | un Russe, la langue russe (il s'agit d'un archaïsme ayant survécu dans le Nouveau Monde mais disparu du français de métropole) |
| une galette                            | un biscuit, un petit gâteau sec |
| une maison de cour                     | un palais de justice |
| une grosserie                          | une épicerie |
| un bougre                              | un gars, un mec |
| une barbue                             | un poisson chat |
| une brème                              | une aubergine (mot amérindien) |
| un guème                               | un coq |
| un cabri                               | une chèvre (français régional passé dans le Nouveau Monde) |
| du train                               | du bruit |
| un grand-char                          | un train |
| une qualité                            | une qualité, mais aussi un genre, une sorte |
| une guinille                           | un tissu |
| un rat de bois                         | un opossum |
| un chaoui                              | un raton-laveur |
| un soulier                             | une chaussure |
| une chevrette                          | une crevette |
| une tcheue                             | une queue |
| un suce-fleur                          | un colibri |
| une mouche-à-feu                       | une luciole |
| une bétaille                           | un animal |
| guetter, garder                        | regarder |
| équand (ce que)                        | quand |
| mais que                               | lorsque |
| ayou, éyou                             | où |
| quoi-faire, pourquoi                   | pourquoi |
| reçoire                                | recevoir (infinitif archaïque issu du moyen français reçoivre qui a survécu en acadien et louisianais, la disparition du -v- est un autre exemple du phénomène qui affecta également l'ancien français boivre, devenu en français moderne boire) |

- De nombreuses tournures, idiomatismes et du vocabulaire sont empruntés à d'autres langues européennes que le français comme l'anglais ou l'espagnol (la Louisiane fut un territoire espagnol de 1762 à 1803). Par exemple, le mot cocodril (-l final toujours muet) « alligator, caïman » a été emprunté à l'espagnol cocodrilo, ou la phrase-type : « Nous-autres parents aime pas le gars que tu sors avec », dans laquelle l'absence de pronom relatif du genre « avec qui, avec lequel » est manifestement calqué sur l'anglais the boy you're going out with. L'influence de l'anglais américain s'avère de plus en plus importante au XXe siècle au rythme de l'anglicisation de la Louisiane. De nos jours, les Louisianais francophones incorporent automatiquement du vocabulaire anglais (tel que truck à la place de camion) dans le français lorsqu'il s'agit d'un objet ou d'une convention récemment introduit dans les régions francophones par le biais de la langue anglaise.
- Du lexique emprunté aux langues amérindiennes :
  - d'origine canadienne et partagé avec le québécois et l'acadien : babiche « lanière de cuir brut », ouaouaron « grenouille géante », pichou « lynx roux » ;
  - soit d'origine louisianaise : chaoui « raton laveur », sagamité « gruau de maïs », soco « raisin muscadine ».

### Pronoms
| Personne                     | Pronom-sujet                                                                            | Objet direct            | Objet indirect | Reflexif       | Pronom disjoint        |
| ---------------------------- | --------------------------------------------------------------------------------------- | ----------------------- | -------------- | -------------- | ---------------------- |
| 1re pers. sing.              | je (j')                                                                                 | me (m')                 | me (m')        | me (m')        | moi                    |
| 2e pers. sing.               | tu (t')                                                                                 | te (t')                 | te (t')        | te (t')        | toi                    |
| 2e pers. forme de politesse1 | vous                                                                                    | vous                    | vous           | vous           | vous                   |
| 3e pers. sing.               | il (prononcé i) elle ou alle (prononcés ê et a) ça (c’ ou ç’ selon la voyelle suivante) | le (l') la (l') lé (l') | lui2           | se (s')        | lui elle ou alle ça    |
| 1re pers. pluriel            | on / nous3                                                                              | nous                    | nous           | 'se (s')       | nous-autres (mêmes)    |
| 2e pers. pluriel1            | vous-autres                                                                             | vous                    | vous           | vous / se (s') | vous-autres (mêmes)    |
| 3e pers. pluriel             | ils / eux(-autres) ça (bayou LaFourche) eux (m.), eusses (f.)                           | les                     | leux / leur4   | se (s')        | eux-autres (mêmes)5 ça |

1. La forme vous, utilisée avec sa conjugaison habituelle, est la forme de politesse, mais utilisée comme vous-autres, elle est la deuxième personne du pluriel sans marque de politesse particulière, sa conjugaison est alors le plus souvent simplifiée et on utilise la forme du verbe à la troisième personne du singulier (vous-autres fait au lieu de vous faites, ce dernier gardant cependant sa place de forme de politesse). C'est de loin le second usage de vous qui est le plus courant, la forme de politesse est assez rare en français louisianais et le tutoiement est quasiment la norme avec les inconnus tout comme les supérieurs hiérarchiques.

2. lui, le plus souvent prononcé li, se réduit à i après les pronoms je et tu : j'i ai donné ou t'i as fait pour je lui ai donné et tu lui as fait

3. nous est très rare en français louisianais, on trouve également partiellement une forme héritée de l'acadien je à la première personne du pluriel. Nous ou ce je assez rares sont alors conjugués avec les formes habituelles de la première personne du pluriel (qui finissent le plus souvent en -ons, notons cependant que pour le verbe être, on dira en français louisianais plutôt nous sons ou je sons que nous sommes, la conjugaison à l'imparfait sera alors calquée sur le présent : nous sontions ou je sontions pour nous étions)

4. Les formes concurrentes leux (prononcé leuz ou leuss) et leur se réduisent à ieux ou ieur après les pronoms je et tu : j'ieur ai donné ou t'ieux as fait pour je leur ai donné et tu leur as fait

5. eux se trouve également seul, non-suivi de -autres, dans les parlers cadiens du sud-ouest de la Louisiane, il est alors prononcé euss ou euz.

Les pronoms personnels nous offrent quelques premières caractéristiques du français louisianais : par exemple la prononciation ê voire a de la troisième personne singulier au féminin elle, mais également une tendance à accoler -autres aux pronoms du pluriel, particularité commune au cadien et au québécois, mais qui se retrouve également dans beaucoup de patois en France. Une autre caractéristique du cadien est la disparition, à la troisième personne du pluriel, du féminin (elles), c'est alors le pronom masculin ils qui est utilisé de manière indifférenciée. Ça, suivi du verbe conjugué à la troisième personne du singulier, remplace souvent ils quand celui-ci ou le nom pluriel qu’il représente a déjà été mentionné avant (en sorte que l’on comprenne naturellement que ça s’y rapporte) : ils aimont aller tôt à le bal à cause que ça peut danser sus leur musique favorite jusqu’à la nuit (« ils aiment aller tôt au bal parce qu’ils peuvent danser sur leur musique préférée jusqu’à la nuit »).

#### Première personne du singulier «je»
Le pronom disjoint moi est prononcé /mɔ/, /mɔ̃/ ou /mwɔ/, il est parfois écrit mon par les auteurs désireux de noter ces différences de prononciations.

#### Deuxième personne du singulier «tu»
La prononciation louisianaise du pronom tu oscille entre tu et ti, avec quelquefois une affrication comme en français acadien ou québécois (ce qui donne tsu ou tsi). Le pronom disjoint toi est prononcé /tɔ/, /tɔ̃/ ou /twɔ/, il est parfois écrit ton par les auteurs désireux de noter ces différences de prononciations.

#### Troisième personne du singulier «il»
Le pronom il est généralement prononcé [i].
Dans ce cas, il est généralement transcrit i’ par les auteurs cadianisants.
- I'fait ben de prend'e le temps de ben faire.

En cas régime, le pronom « lui » est parfois également prononcé [i] ou [ji].
- I'va i dire ça.

#### Troisième personne du singulier «elle»
Le pronom elle est généralement prononcé [ɛ] ou [a], et [ɛl] ou [al] avant une voyelle. Les auteurs cadianisants notent la variante [ɛ] généralement ê’ et [a] a’, la variante [al] est généralement écrite alle.
- A'va venir demain.
- Alle aime beaucoup son frère.

Cette prononciation est celle du Paris des XVIIe et XVIIIe siècles. Elle subsiste dans la langue populaire parisienne, comme en témoigne la chanson « Rue Saint-Vincent » d'Aristide Bruant :
- Alle avait pas connu son père,
Alle avait p'us d'mère,
Et depuis 1900,
A d'meurait chez sa vieille aïeule
Où qu'a s'élevait comme ça, toute seule,
Rue Saint-Vincent.

#### Première personne du pluriel «on»
- Comme ailleurs dans la francophonie, à la première personne du pluriel, le pronom « nous » a progressivement disparu de la langue informelle, on emploie plutôt « on » à sa place.
  - Ça nous avait dit de venir asteur, mais droét' là on est apprêt souper.
  - Quoi c'est on fait à soir ?

#### Deuxième personne du pluriel «vous-autres»
- La grande originalité du français louisianais est que la deuxième personne du pluriel, habituellement vous en français classique, prend la forme vous-autres et est suivie du verbe conjugué à la troisième personne du singulier (le pronom vous conjugué normalement est présent dans la langue écrite bien sûr, mais également dans la langue orale où il n'est utilisé que comme forme de politesse).
  - Quoi c'est vous-autres dit pour ça ?
  - Vous-autres a pris assez de bon temps.

#### Troisième personne du pluriel «ils»
Comme le pronom il, le pronom ils est généralement prononcé [i], il s'étend également au féminin (le pronom elles ne s'emploie plus). Il est souvent repris par ça (suivi du verbe conjugué à la troisième personne du singulier), mais uniquement si le sujet a été mentionné et est encore en tête.
- I’sontaient ben tracassées, les filles.
- Les jeunes padnas aimiont bien venir icitte, i’buviont un ’tit peu et ça dansait tout' le soir

Dans le bayou LaFourche cependant, le pronom pluriel est eux au lieu de ils et elles se dit eusses.

#### Le pronom «ça»
Le pronom ça est d'un usage très étendu en français louisianais, outre son utilisation à la troisième personne du pluriel (et parfois également dans les mêmes conditions à la seconde personne du singulier ou du pluriel ainsi qu'à la troisième personne du singulier), ça remplace systématiquement le pronom impersonnel il :
- Ça faut aller à l'école tôt pour il faut en français classique.

Le pronom ça est également utilisé pour traduire le on impersonnel :
- Garde bien, si que tu ne gardes pas, ça va te le voler

Le pronom ça a pour particularité de s'élider devant une voyelle, il prend la forme c’ devant les voyelles e, i, et devient ç’ devant les autres voyelles :
- Je pense (que) ç’a plu à Thomas
- C’y va bien

#### Pronoms pluriels aux trois personnes
- Les pronoms pluriels sont souvent suivis du mot -autres :
  - Je parle juste de nous-autres, pas de vous-autres.
  - On y va avec vous-autres.
  - Quoi c'est qu'ils disont, eux-autres?

## Caractéristiques grammaticales
Malgré une séparation du français européen vieille de plusieurs siècles, le vocabulaire de base du français louisianais reste assez similaire à celui du français standard, même si des particularités n'ont pas manqué de s'y développer. Cette unicité risque cependant d'éclater à l'avenir puisque le français louisianais évolue grandement depuis les années 1960, sa situation étant depuis lors devenue instable en raison d'une baisse drastique de la transmission de la langue dans les familles. La langue, abîmée[pas clair], est plus vulnérable aux influences extérieures qui sont souvent des moyens de combler des lacunes de transmission pour les locuteurs actuels. La principale influence actuelle est bien sûr l'anglais américain qui déteint fortement sur le français louisianais, l'espagnol est également une autre influence non négligeable. De plus, le français louisianais ne dispose pas encore d'un organisme régulateur officiel comme l'Académie française pour le français hexagonal ou l'Office québécois de la langue française pour le français québécois, ce qui lui permettrait de fixer ses formes officielles et lui éviter de partir à la dérive comme c'est le cas à l'heure actuelle.[non neutre]

### Conjugaison des verbes
Une grande originalité du louisianais est sa manière de conjuguer les verbes, voici pour commencer un verbe simple, manger :
| Personne          | Présent               | Présent progressif            | Passé composé       | Imparfait                    | Conditionnel                    | Futur proche          | Futur               | Subjonctif                |
| ----------------- | --------------------- | ----------------------------- | ------------------- | ---------------------------- | ------------------------------- | --------------------- | ------------------- | ------------------------- |
| 1re sing.         | je mange              | je suis apprêt manger         | j'ai mangé          | je mangeais                  | je mangerais                    | je vas manger         | je mangeras         | je mange                  |
| 2e sing.          | tu manges             | t'es apprêt manger            | t'as mangé          | tu mangeais                  | tu mangerais                    | tu vas manger         | tu mangeras         | tu manges                 |
| 2. sing. formelle | vous mangez           | vous êtes apprêt manger       | vous avez mangé     | vous mangeâtes               | vous mangeriez                  | vous allez manger     | vous mangerez       | vous mangez               |
| 3e sing.          | il mange              | il est apprêt manger          | il a mangé          | il mangeait                  | il mangerait                    | il va manger          | il mangera          | il mange                  |
| 1re pluriel       | on mange              | on est apprêt manger          | on a mangé          | on mangeait                  | on mangerait                    | on va manger          | on mangera          | on mange                  |
| 2e pluriel        | vous-autres mange     | vous-autres est apprêt manger | vous-autres a mangé | vous-autres mangeait         | vous-autres mangerait           | vous-autres va manger | vous-autres mangera | vous-autres mange         |
| 3e pluriel        | ils mangent mangeont1 | ils sont apprêt manger        | ils ont mangé       | ils mangeaient ils mangiont2 | ils mangeraient ils mangeriont2 | ils vont manger       | ils mangeront       | ils mangeont ils mangent1 |

1. mangeont, la terminaison -ont à la troisième personne du pluriel, pas toujours prononcée, est un héritage des parlers poitevins-saintongeais via l'acadien.

2. On trouve également assez communément les terminaisons -iont (mangiont) et -eriont (mangeriont) pour l'imparfait et le conditionnel, signes de ce que la terminaison en -ont a tendance à vouloir s'étendre aux autres temps.

#### Particularités du verbe louisianais
La conjugaison du verbe en français de Louisiane est simplifiée par rapport au français classique, en particulier, les deux premiers pronoms du pluriel se conjuguent comme à la troisième personne du singulier (on va pour nous allons, vous-autres fait pour vous faites). Le passé simple est également quasiment effacé de la langue, laissant sa place au passé composé et à l'imparfait pour le remplacer.
La terminaison à la troisième personne du pluriel au présent (et éventuellement à l'imparfait) diffère de celle du français classique dans plusieurs paroisses de Louisiane où elle est en -ont au lieu de -ent (ils prendont pour ils prennent, ils commençont pour ils commencent, bien que dans d'autres paroisses on dise ils prendent et ils commencent), cette particularité se rencontre couramment dans les paroisses de Vermillion, de l'Acadie, de Lafayette et Saint-Martin, c'est-à-dire dans les paroisses où vivent la plupart des descendants des Acadiens réfugiés en Louisiane. Ailleurs, c'est la terminaison classique qui se rencontre. Cette terminaison -ont, apportée au XVIIIe siècle par les Acadiens, se retrouve encore aujourd'hui couramment en français acadien qui le tient lui-même du dialecte poitevin-saintongeais (les Français ademeurés en Acadie venaient pour beaucoup des provinces de Poitou, d'Aunis et de Saintonge).
Le mode subjonctif est quelque peu délaissé en français louisianais. Là où le français classique utilise un subjonctif, le français cadien aura tendance à utiliser un indicatif, la proposition n'est même pas toujours introduite par la conjonction que dans la langue parlée, celle-ci peut être omise. La phrase il faut que tu apprennes se dira ainsi ça faut que t'apprends ou même (ça) faut t'apprends. Une forme subjonctive reste cependant possible : ça faut que t'apprendes (le verbe prendre et ses dérivés se conjugue sur un radical prend- et non pren- comme en français classique : ils prendont, je prendais, etc.)
Le passé simple est, de même, peu usité en français louisianais, on lui préfère le passé composé. Sans le rappel de ce temps par l'influence du français classique, il y a fort à parier qu'il aurait complètement disparu de la langue.
Une grande particularité du français louisianais est son originalité pour ce qui est des temps. En particulier, un temps dit présent progressif (correspondant dans l'usage au présent en be + -ing anglais) s'est développé à partir d'une forme idiomatique aujourd'hui tombée en désuétude. Ce présent progressif se construit ainsi : être + apprêt + infinitif du verbe, elle correspond à la tournure classique être en train de .... Le mot apprêt (souvent écrit après par confusion avec l'adverbe de temps homophone), de la racine -prêt- (d'où l'adjectif), est le déverbal du verbe apprêter et a valeur d'adverbe dans la locution. Une tendance influencée par le créole louisianais supprime le verbe être (j'apprêt faire le magasinage au lieu de je suis apprêt faire le magasinage).
Certains verbes ont des formes alternatives assez courantes à l'imparfait qui divergent fortement de celles du français classique : être, avoir, aller et faire (voir les tableaux de conjugaison de ces verbes ci-dessous) : les bougres qui drivaient leux gros trucks su' le pitit chemin sontaient / étaient / étiont des amis à eux-autres (« les types qui conduisaient leurs camions sur le petit chemin étaient des amis à eux »).

#### Le verbeêtre
| Personne          | Présent         | Présent progressif          | Passé composé     | Imparfait         | Conditionnel       | Futur proche        | Futur            | Subjonctif       |
| ----------------- | --------------- | --------------------------- | ----------------- | ----------------- | ------------------ | ------------------- | ---------------- | ---------------- |
| 1re sing.         | je suis         | je suis après être1         | j'ai été          | je suitais2       | je serais          | je vas être         | je seras         | je soye          |
| 2e sing.          | t'es            | t'es après être1            | t'as été          | t'étais           | tu serais          | tu vas être         | tu seras         | tu soyes         |
| 2. sing. formelle | vous êtes       | vous êtes après être1       | vous avez été     | vous étâtes       | vous seriez        | vous allez être     | vous serez       | vous soyez       |
| 3e sing.          | il est          | il est après être1          | il a été          | il était          | il serait          | il va être          | il sera          | il soye          |
| 1re pluriel       | on est          | on est après être1          | on a été          | on était          | on serait          | on va être          | on sera          | on soye          |
| 2e pluriel        | vous-autres est | vous-autres est après être1 | vous-autres a été | vous-autres était | vous-autres serait | vous-autres va être | vous-autres sera | vous-autres soye |
| 3e pluriel        | ils sont        | ils sont après être1        | ils ont été       | ils sontaient2    | ils seraient2      | ils vont être       | ils seront       | ils soyont       |

1. Je suis après être : si elles sont correctes grammaticalement, le redoublement du verbe être rend ces phrases redondantes, elles ne sont données que pour leur représentation grammaticale.

2. Je suitais, ils sontaient : ces formes, très communes, sont concurrencées par les formes habituelles étais/étaient (et même étiont pour la 3e personne du pluriel), elles sont typiques du cadien et proviennent d'un calque des formes conjuguées au présent auxquelles sont ajoutées les terminaisons -tais et -taient pour donner le ton de l'imparfait. Cette caractéristique se retrouve quasiment pour tous les verbes dont la conjugaison au présent est irrégulière.

#### Le verbeavoir
| Personne          | Présent       | Présent progressif          | Passé composé    | Imparfait         | Conditionnel       | Futur proche         | Futur            | Subjonctif      |
| ----------------- | ------------- | --------------------------- | ---------------- | ----------------- | ------------------ | -------------------- | ---------------- | --------------- |
| 1re sing.         | j'ai          | je suis après avoir         | j'ai eu          | j'aivais1         | j'aurais           | je vas avoir         | j'auras          | j'aye           |
| 2e sing.          | t'as          | t'es après avoir            | t'as eu          | t'avais           | t'aurais           | tu vas avoir         | t'auras          | t'ayes          |
| 2. sing. formelle | vous avez     | vous êtes après avoir       | vous avez eu     | vous avâtes       | vous auriez        | vous allez avoir     | vous aurez       | vous ayez       |
| 3e sing.          | il a          | il est après avoir          | il a eu          | il avait          | il aurait          | il va avoir          | il aura          | il aye          |
| 1re pluriel       | on a          | on est après avoir          | on a eu          | on avait          | on aurait          | on va avoir          | on aura          | on aye          |
| 2e pluriel        | vous-autres a | vous-autres est après avoir | vous-autres a eu | vous-autres avait | vous-autres aurait | vous-autres va avoir | vous-autres aura | vous-autres aye |
| 3e pluriel        | ils ont       | ils sont après avoir        | ils ont eu       | ils ontvaient1    | ils auraient       | ils vont avoir       | ils auront       | ils ayont       |

1. J'aivais, ils ontvaient : nous retrouvons ici ces conjugaisons typiques du cadien provenant d'un calque des formes conjuguées au présent auxquelles sont ajoutées les terminaisons -vais et -vaient pour donner le ton de l'imparfait.

#### Le verbealler
| Personne          | Présent        | Présent progressif          | Passé composé      | Imparfait           | Conditionnel      | Futur proche         | Futur           | Subjonctif       |
| ----------------- | -------------- | --------------------------- | ------------------ | ------------------- | ----------------- | -------------------- | --------------- | ---------------- |
| 1re sing.         | je vas1        | je suis après aller         | j'ai été2          | je vadais3          | j'irais           | je vas aller         | j'iras          | j'alle           |
| 2e sing.          | tu vas         | t'es après aller            | t'as été2          | tu vadais3          | t'irais           | tu vas aller         | t'iras          | t'alles          |
| 2. sing. formelle | vous allez     | vous êtes après aller       | vous avez été2     | vous allâtes        | vous iriez        | vous allez aller     | vous irez       | vous allez       |
| 3e sing.          | il va          | il est après aller          | il a été2          | il vadait3          | il irait          | il va aller          | il ira          | il alle          |
| 1re pluriel       | on va          | on est après aller          | on a été2          | on vadait3          | on irait          | on va aller          | on ira          | on alle          |
| 2e pluriel        | vous-autres va | vous-autres est après aller | vous-autres a été2 | vous-autres vadait3 | vous-autres irait | vous-autres va aller | vous-autres ira | vous-autres alle |
| 3e pluriel        | ils vont       | ils sont après aller        | ils ont été2       | ils vontdaient3     | ils iraient       | ils vont aller       | ils iront       | ils allont       |

1. Je vas : cette ancienne forme, héritée des parlers de l'ouest de la France (normand, poitevin), est parfois contractée en m'as, tout comme en français québécois. Ce trait se retrouve dans les parlers cauchois et brayons en Seine-Maritime, ce m'as proviendrait d'une contraction de je m'en vas.

2. J'ai été, t'as été, etc. : le passé composé du verbe aller utilise le plus souvent les formes du verbe être, la forme j'ai allé (ou je suis allé) est plus rare. L'utilisation du verbe être au lieu du verbe aller aux temps du passé est typique du cadien, il l'a hérité des parlers d'oïl de l'ouest de la France (poitevin, normand, percheron) via l'acadien.

3. Je vadais, ils vontdaient : nous retrouvons toujours ces conjugaisons à l'imparfait typiques du cadien provenant d'un calque des formes conjuguées au présent auxquelles sont ajoutées les terminaisons -dais et -daient pour donner le ton de l'imparfait.

#### Autres conjugaisons irrégulières
Les conjugaisons louisianaises sont, comme nous venons de le voir, sensiblement différentes de celles du français standard. Voici quelques autres formes irrégulières :
- le verbe faire fait ils fontsaient au lieu de ils faisaient à la troisième personne du pluriel de l'imparfait (forme là encore calquée sur la forme du présent elle-même irrégulière en français classique ils font à laquelle est ajoutée la terminaison de l'imparfait -saient) ;
- le verbe suire (suivre) se conjugue non pas sur le radical suiv- comme en français classique mais sur le radical suis- (ils suisont pour ils suivent, je suisais pour je suivais, etc.). Cette particularité se retrouve dans certains parlers normands du Cotentin (je sieusais pour je suivais dans les parlers de la Hague). Le participe passé cadien de ce verbe est suit au lieu de suivi, ce qui est une forme archaïsante (ce participe passé existait en ancien et moyen français, il dérivait naturellement du latin *sequitum, il fut refait en suivi en français parisien au XVIIe siècle mais a entre-temps donné le mot suite, forme féminine de suit) ;
- le verbe s'asseoir devient s'assire et se conjugue sur le radical assis-. Ainsi, au présent, il donne : je m'assis, tu t'assis, il s'assit, ils s'assisont, etc. ;
- certains infinitifs divergent du français classique : on trouve assez communément viendre et tiendre pour venir et tenir par exemple ;
- le verbe prendre et ses dérivés (apprendre, entreprendre, etc.) se conjugue sur le radical prend- : je prendais, ils apprendont, etc.
- le verbe boire se conjugue souvent sur les radicaux boiv- ou bev- et non buv- comme en français classique : je bevais/boivais pour je buvais, vous bevez/boivez pour vous buvez, etc.

### Noms
Les noms louisianais suivent généralement les mêmes règles que les noms français à ceci près que les pluriels irréguliers ne sont pas obligatoires en français louisianais. Ainsi, un journal fera autant journals que journaux au pluriel, de même un travail fera souvent travails au pluriel. Cette règle vaut également pour les adjectifs en -al.

### Prépositions
Les prépositions louisianaises sont globalement identiques à celles du français classique, à quelques exceptions près : 
- sur est remplacé par sus dans tous les cas ;
- emprès est encore assez courant ;
- alentour de est utilisé à la place de autour de.

Une grande particularité du français louisianais est de ne pas utiliser obligatoirement les contractions avec l'article défini pour les prépositions suivantes :
- de
  - de le est souvent employé au lieu de du :
    - Français louisianais : La lumière de le ciel
    - Français classique : La lumière du ciel

  - de les est souvent employé au lieu de des :
    - Français louisianais : Les églises de les paroisses
    - Français classique : Les églises des paroisses
- à
  - à le est souvent employé au lieu de au :
    - Français louisianais : Je vadais à le port
    - Français classique : J'allais au port

  - à les est souvent employé au lieu de aux :
    - Français louisianais : Le bougre a été à les Seychelles
    - Français classique : Le gars est allé aux Seychelles

Pour signifier une appartenance, on utilisera en français louisianais la préposition à plutôt que de en français classique (cette particularité se retrouve en français parlé) :
- Français louisianais : Le char à Monsieur Fontenot
- Français classique : La voiture de Monsieur Fontenot

## Expressions
- Laissez les bons temps rouler.
- Lâche pas la patate.
- Ça se plume (ça va bien).
- Ça (ne) prend pas un avocat.